# クリスティン・ハーシュ

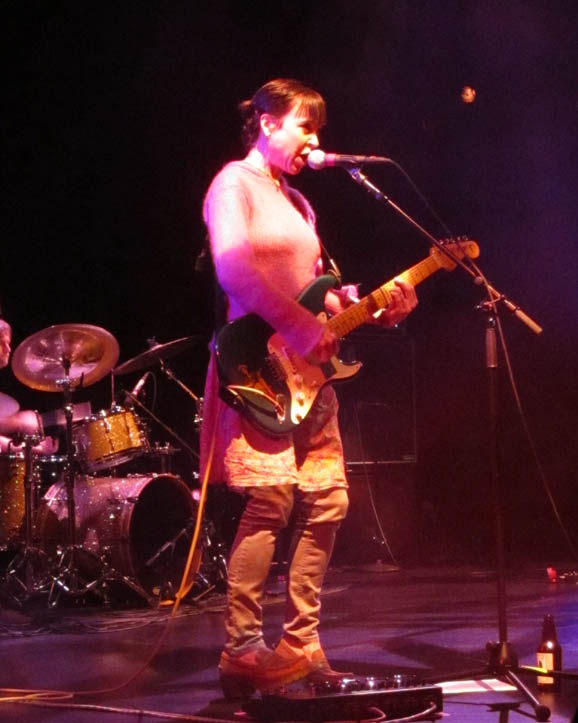
サンフランシスコにて（2014年）

クリスティン・ハーシュ（Kristin Hersh、1966年8月7日 - ）は、アメリカ合衆国のミュージシャン、シンガーソングライター。ロックバンド、スローイング・ミュージズのメンバーとしてデビューした。他にもソロ活動を行っている。

## 略歴
ジョージア州アトランタに生まれ、ロードアイランド州ニューポートで育つ。9歳のときから父親からギターを教わり、1981年に小学校からの友人だったタニヤ・ドネリーとスローイング・ミュージズを結成、バンドは1984年にデビューを果たした。1991年、4枚目のアルバム『リアル・ラモーナ』発表後にドネリーがバンドを脱退し、3人編成となる。バンド活動の一方で、1994年にハーシュはアルバム『ヒップス&メイカーズ』でソロ・デビューを果たす。アルバムにはR.E.M.のマイケル・スタイプがゲスト参加した。スローイング・ミュージズは1996年に7枚目のアルバム『リンボー』をリリースした後、1997年に解散した。以降もソロ活動を続けていたが、2003年にスローイング・ミュージズは再結成を発表し、同時にアルバム『スローイング・ミュージズ』をリリースした。同年に新バンドである50 Foot Waveを結成し、2004年にデビューした。

## ディスコグラフィ

### ソロ・アルバム
- 『ヒップス&メイカーズ』 - Hips and Makers (1994年)
- 『ストレンジ・エンジェルズ』 - Strange Angels (1998年)
- Murder, Misery and Then Goodnight (1998年)
- 『スカイ・モーテル』 - Sky Motel (1999年)
- 『サニー・ボーダー・ブルー』 - Sunny Border Blue (2001年)
- 『ザ・グロット』 - The Grotto (2003年)
- Learn to Sing Like a Star (2007年)
- Crooked (2010年)

### EP
- Strings (1994年)
- The Holy Single (1996年)

### シングル
- Your Ghost (1994年)
- A Loon (1994年)
- Like You (1998年)
- Echo (1999年)
- A Cleaner Light (1999年)
- Your Dirty Answer (2001年)
- Sno Cat (2003年)
- Deep Wilson (2003年)
- In Shock (2007年)
- Winter (2007年)